# 长湖镇 (石林县)
24°42′16″N 103°24′20″E / 24.704478°N 103.405492°E
长湖镇，是中华人民共和国云南省昆明市石林彝族自治县下辖的一个镇。面积为299.12平方千米。

## 历史沿革
1988年置维则乡。维则乡名来自驻地维则村。村名来自彝语“维走”的近音译，维为猪，走为交换或抵偿，意为交换猪之地。1949年前光阳洞和燕子山村属陆良县圭山乡，其余各村属路南县圭山乡。1950年至1958年先后属圭山区、圭二区等。1969年分设维则公社。1984年设维则区。1988年设置维则乡。2006年3月-4月，原龟山乡的海宜村、乍龙村归入，撤销维则乡设立长湖镇。
地处石林县境中部，东接圭山乡、亩竹箐乡，西连鹿阜街道，南与弥勒县接壤，北与路美邑乡和西街口乡相邻。政府所在地维则村距石林县城17千米，是全乡政治、经济、文化、交通中心。

## 行政区划
长湖镇下辖以下地区：维则村、雨胜村、宜政村、舍色村、豆黑村、蓑衣山村、所各邑村、祖莫村、海宜村和乍龙村。

## 产业
最高海拔2071米（窝子山）、最低1880米，地形为典型的喀斯特地貌，石岗岩为主等，还有长湖、圆湖等盆地。主要种植维小麦、烤烟、柿子等。长湖是传说中阿诗玛的故乡。
因为当地是彝族居住地，每年都有盛况的火把节、斗牛节。